# Лукавиця (Свентокшиське воєводство)
Лукавиця (пол. Łukawica) — село в Польщі, у гміні Сташув Сташовського повіту Свентокшиського воєводства.
Населення — 268 осіб (2011).
У 1975-1998 роках село належало до Тарнобжезького воєводства.

## Демографія
Демографічна структура на день 31 березня 2011 року:
|          | Загалом | Допрацездатний вік | Працездатний вік | Постпрацездатний вік |
| -------- | ------- | ------------------ | ---------------- | -------------------- |
| Чоловіки | 136     | 27                 | 84               | 25                   |
| Жінки    | 132     | 25                 | 66               | 41                   |
| Разом    | 268     | 52                 | 150              | 66                   |